# Brockhampton (Gloucestershire)
Brockhampton ist eine kleine Ortschaft in der Grafschaft Gloucestershire (England) in den Cotswolds. Sie liegt östlich von Cheltenham im River Coln Valley.

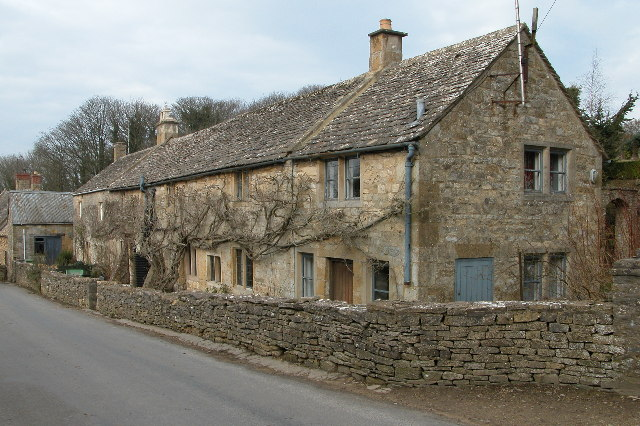
Cottage in Brockhampton
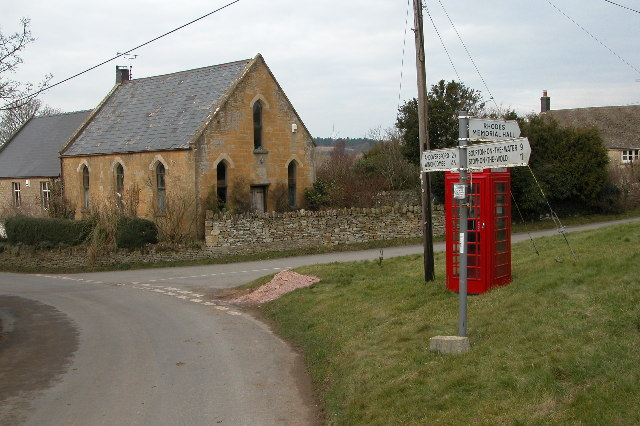
Frühere Ortskapelle
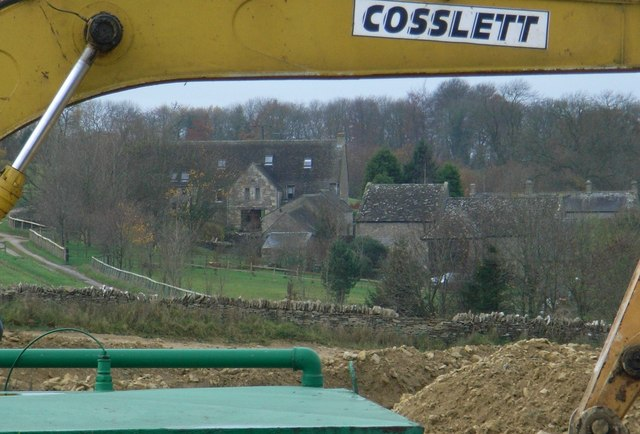
Blick vom Steinbruch